# Stéphane Puisney
Stéphane Puisney est un dessinateur français de bande dessinée, né en 1959 à Saint-Lô dans la Manche.

## Biographie
Il collabore avec différentes chaînes de télévision.
En 1993, il coproduit avec deux autres réalisateurs, Guérard François et Jacques Perrotte, une série animalières de 77 épisodes : Histoires de bêtes, pour la chaîne nationale France 3. Avec Jacques Perrotte, il écrit également, en collaboration avec Marc Michel, la pièce de théâtre Correspondance pour Denfer.
Stéphane Puisney réalisa ensuite la Saga des Lefébure, qui fut d’abord une vidéo-bande dessinée, diffusée dans les émissions de France 3 Normandie. 
Par la suite, cette saga devient une série d'albums de bandes dessinées historiques : La saga des Lefébure, parue aux éditions Eurocibles.
Il dessinait également pour les titres de presse nationaux des années 1990 à 2000 : Télé Poche, Bonne soirée, Parents.
Il est, avec d'autres auteurs et dessinateurs de BD, membre du comité artistique du festival Des Planches et des Vaches.
Il est chevalier dans l'ordre des arts et des lettres.